# Boca del Monte, Tuxpan
Boca del Monte är en ort i Mexiko.   Den ligger i kommunen Tuxpan och delstaten Veracruz, i den sydöstra delen av landet, 240 km nordost om huvudstaden Mexico City. Boca del Monte ligger 52 meter över havet och antalet invånare är 453.
Terrängen runt Boca del Monte är huvudsakligen platt. Boca del Monte ligger uppe på en höjd. Runt Boca del Monte är det ganska tätbefolkat, med 160 invånare per kvadratkilometer. Närmaste större samhälle är Tuxpan de Rodríguez Cano, 7,3 km öster om Boca del Monte. Trakten runt Boca del Monte består till största delen av jordbruksmark.